# Alleanza Assicurazioni
Alleanza Assicurazioni est le leader sur le marché italien de l'assurance-vie, filiale de Generali (100 %).
En 2009 Alleanza, après avoir été entièrement incorporée en Generali, a fusionné avec Toro Assicurazioni en formant la nouvelle société Alleanza Toro.